# Josep Sanna

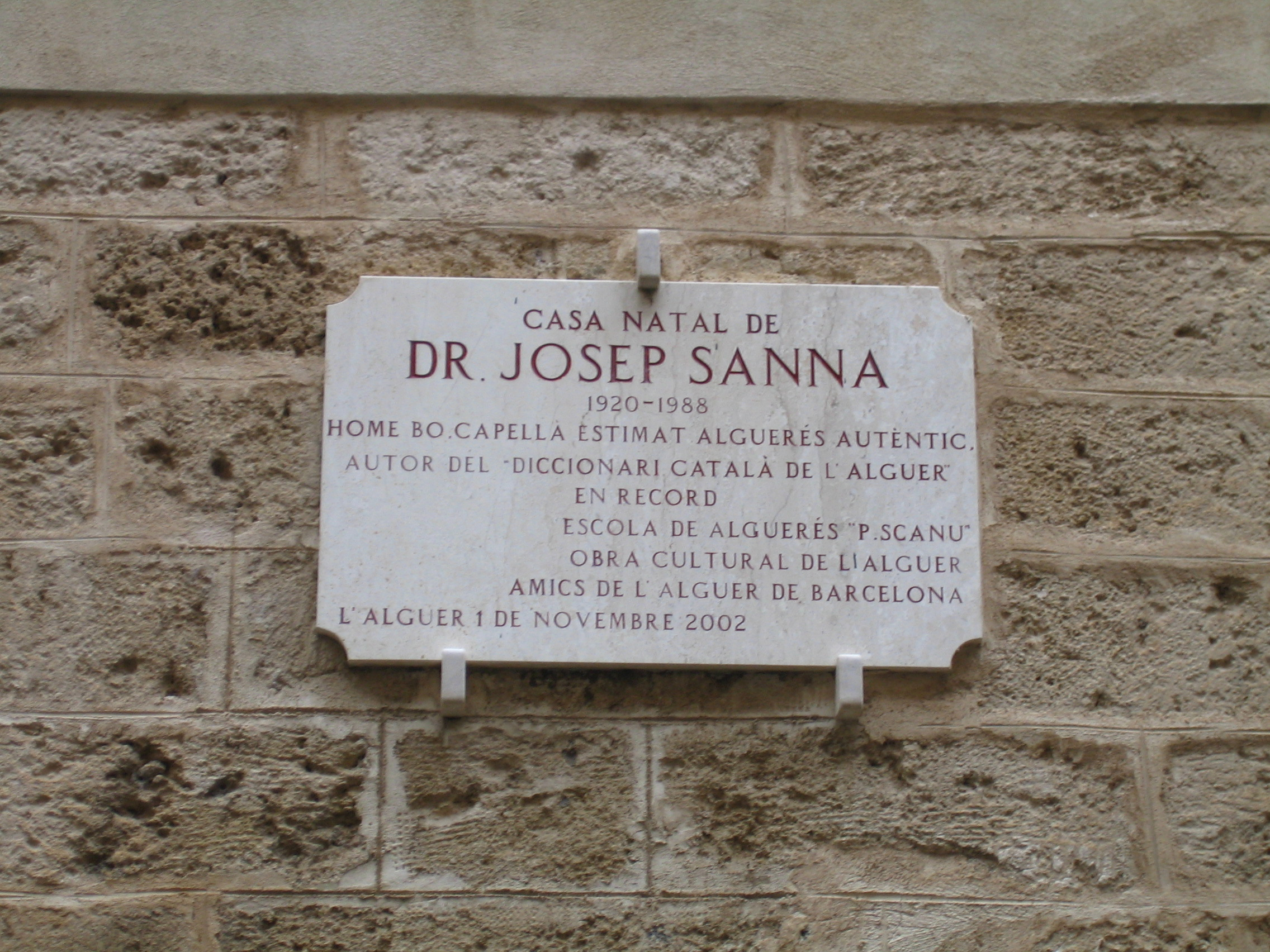
Placa commemorativa a la casa de Josep Sanna

Mossèn Josep Sanna i Useri (l'Alguer 1920 - 1988) va ser un llicenciat en Teologia i en Lletres modernes alguerès. Després de treballar en tasques d'ensenyament i d'investigació, es dedica a recollir els mots que empren en la parla els seus compatriotes algueresos, amb la intenció prioritària de donar-los un instrument adient que els permeti accedir al nivell escrit del català de Sardenya.
Mossèn Sanna va fundar, l'any 1982, a l'Alguer, juntament amb els també clergues Antoni Nughes i Joan Peana, i amb Nicolino Spiritu, Vito Selva, Fidel Carboni i Pasqual Mellai, l'Escola d'alguerès "Pasqual Scanu", a fi "d'ensenyar als algueresos... a parlar bé i a escriure correctament la pròpia llengua". Professor en aquesta Escola, Mn. Sanna va copsar, amb la immediatesa i el pragmatisme que imposa el contacte amb els alumnes, la necessitat de disposar d'una obra de consulta lèxica, d'un diccionari, per a l'ensenyament de la parla algueresa als mateixos algueresos. Resultat d'aquests treballs és la publicació, l'any 1988, del Diccionari català de l'Alguer.